# Lista de prefeitos de Vitória (Espírito Santo)
Esta é a lista de prefeitos da cidade de Vitória, capital do estado brasileiro do Espírito Santo.
| Nº                                                    | Nome                                   | Imagem                    | Partido                                          | Início do mandato       | Fim do mandato                          | Observações                             |
| Primeira República (1889–1930)                        |                                        |                           |                                                  |                         |                                         |                                         |
| 1                                                     | Ceciliano Abel de Almeida              |                           | Partido Democrático Conservador PDC              | 9 de fevereiro de 1909  | 1º de setembro de 1909                  | Intendente                              |
| 2                                                     | José Bernardino Alves Júnior           |                           | Partido Republicano Construtor PRC               | 1º de setembro de 1909  | 25 de fevereiro de 1910                 | Intendente                              |
| 3                                                     | Antônio Francisco de Ataíde            |                           | Partido Republicano Construtor PRC               | 25 de fevereiro de 1910 | 13 de julho de 1910                     | Intendente                              |
| 4                                                     | Cassiano Cardoso Castelo               |                           | Partido Democrático Conservador PDC              | 13 de julho de 1910     | 4 de novembro de 1911                   | Intendente                              |
| 5                                                     | Wlademiro Fradesco da Silveira         |                           | Partido Republicano Construtor PRC               | 4 de novembro de 1911   | 20 de janeiro de 1913                   | Intendente                              |
| 6                                                     | Washington Vasconcelos Pessoa          |                           | Partido Liberal PL                               | 20 de janeiro de 1913   | 19 de novembro de 1913                  | Intendente                              |
| 7                                                     | Euclides Camargo                       |                           | Partido Liberal PL                               | 19 de novembro de 1913  | 3 de abril de 1914                      | Intendente                              |
| 8                                                     | Washington Vasconcelos Pessoa          |                           | Partido Liberal PL                               | 3 de abril de 1914      | 24 de maio de 1916                      | Intendente                              |
| 9                                                     | Henrique de Novais                     |                           | Partido Democrático Brasileiro PDB               | 24 de maio de 1916      | 5 de janeiro de 1920                    | Intendente                              |
| 10                                                    | Euclides Camargo                       |                           | Partido Republicano Democrático PRD              | 5 de janeiro de 1920    | 16 de junho de 1920                     | Intendente                              |
| 11                                                    | José de Sousa Monteiro                 |                           | Partido Trabalhista Republicano PTR              | 16 de junho de 1920     | 30 de agosto de 1920                    | Intendente                              |
| 12                                                    | Antônio Pereira Lima                   |                           | Partido Republicano Democrático PRD              | 30 de agosto de 1920    | 23 de maio de 1924                      | Intendente                              |
| 13                                                    | Otávio Índio do Brasil Peixoto         |                           | Partido Democrático Conservador PDC              | 23 de maio de 1924      | 23 de maio de 1928                      | Intendente                              |
| 14                                                    | Moacir Monteiro Ávidos                 |                           | Partido Democrático Conservador PDC              | 23 de maio de 1928      | 18 de outubro de 1930                   | Intendente                              |
| Segunda e Terceira República — Era Vargas (1930–1945) |                                        |                           |                                                  |                         |                                         |                                         |
| 15                                                    | Asdrúbal Martins Soares                |                           | Partido Democrático Nacional PDN                 | 18 de outubro de 1930   | 20 de março de 1933                     | Prefeito nomeado                        |
| 16                                                    | Laerte Rangel Brígido                  |                           | Aliança Liberal AL                               | 20 de março de 1933     | 29 de março de 1933                     | Prefeito nomeado                        |
| 17                                                    | Augusto Seabra Muniz                   |                           | Aliança Liberal AL                               | 29 de março de 1933     | 22 de abril de 1935                     | Prefeito nomeado                        |
| 18                                                    | Álvaro Sarlo                           |                           | Aliança Liberal AL                               | 22 de abril de 1935     | 4 de julho de 1936                      | Prefeito nomeado                        |
| 19                                                    | Paulino Müller                         |                           | Aliança Liberal AL                               | 4 de julho de 1936      | 2 de dezembro de 1937                   | Prefeito nomeado                        |
| 20                                                    | Américo Poli Monjardim                 |                           | Partido Progressista PP                          | 2 de dezembro de 1937   | 22 de janeiro de 1945                   | Prefeito nomeado                        |
| 21                                                    | Henrique de Novais                     |                           | Partido Social Democrático PSD                   | 22 de janeiro de 1945   | 12 de novembro de 1945                  | Prefeito nomeado                        |
| Quarta República (1945–1964)                          |                                        |                           |                                                  |                         |                                         |                                         |
| 22                                                    | Danton Bastos                          |                           | Partido Social Democrático PSD                   | 12 de novembro de 1945  | 2 de março de 1946                      | Prefeito nomeado                        |
| 23                                                    | Nelson Goulart Monteiro                |                           | União Democrática Nacional UDN                   | 2 de março de 1946      | 9 de outubro de 1946                    | Prefeito nomeado                        |
| 24                                                    | Américo Poli Monjardim                 |                           | União Democrática Nacional UDN                   | 9 de outubro de 1946    | 1º de abril de 1947                     | Prefeito nomeado                        |
| 25                                                    | Ceciliano Abel de Almeida              |                           | Partido Social Democrático PSD                   | 1º de abril de 1947     | 12 de outubro de 1948                   | Prefeito nomeado                        |
| 26                                                    | Álvaro de Castro Matos                 |                           | Partido Social Democrático PSD                   | 12 de outubro de 1948   | 7 de abril de 1951                      | Prefeito eleito                         |
| 27                                                    | José Ribeiro Martins                   |                           | Partido Social Democrático PSD                   | 7 de abril de 1951      | 5 de maio de 1953                       | Prefeito eleito                         |
| 28                                                    | Armando Duarte Rabelo                  |                           | Partido Trabalhista Brasileiro PTB               | 5 de maio de 1953       | 10 de fevereiro de 1955                 | Prefeito eleito                         |
| 29                                                    | Sérynes Pereira Franco                 |                           | Partido Trabalhista Brasileiro PTB               | 10 de fevereiro de 1955 | 22 de dezembro de 1955                  |                                         |
| 30                                                    | Adelpho Poli Monjardim                 |                           | União Democrática Nacional UDN                   | 22 de dezembro de 1955  | 10 de junho de 1957                     |                                         |
| 31                                                    | Mário Gurgel                           |                           | Partido Trabalhista Brasileiro PTB               | 10 de junho de 1957     | 2 de agosto de 1958                     |                                         |
| 32                                                    | Oswald Cruz Guimarães                  |                           | Partido Trabalhista Brasileiro PTB               | 2 de agosto de 1958     | 30 de janeiro de 1959                   |                                         |
| 33                                                    | Adelpho Poli Monjardim                 |                           | União Democrática Nacional UDN                   | 31 de janeiro de 1959   | 31 de janeiro de 1963                   | Prefeito eleito                         |
| 34                                                    | Solon Borges                           |                           | Aliança Renovadora Nacional ARENA                | 31 de janeiro de 1963   | 13 de junho de 1966                     | Prefeito eleito                         |
| Quinta República (1964–1985)                          |                                        |                           |                                                  |                         |                                         |                                         |
| 35                                                    | Jair Andrade                           |                           | Aliança Renovadora Nacional ARENA                | 13 de junho de 1966     | 31 de janeiro de 1967                   | Prefeito eleito                         |
| 36                                                    | Setembrino Idwaldo Netto Pellissari    |                           | Aliança Renovadora Nacional ARENA                | 31 de janeiro de 1967   | 2 de abril de 1970                      | Prefeito nomeado                        |
| 37                                                    | Jair Cruz do Nascimento                |                           | Aliança Renovadora Nacional ARENA                | 2 de abril de 1970      | 15 de abril de 1971                     | Prefeito nomeado                        |
| 38                                                    | Décio da Silva Thevenard               |                           | Aliança Renovadora Nacional ARENA                | 15 de abril de 1971     | 15 de março de 1971                     | Prefeito nomeado                        |
| 39                                                    | Luis Carlos Peixoto                    |                           | Aliança Renovadora Nacional ARENA                | 15 de março de 1971     | 5 de abril de 1971                      | Prefeito nomeado                        |
| 40                                                    | Chrisógono Teixeira da Cruz            |                           | Aliança Renovadora Nacional ARENA                | 5 de abril de 1971      | 14 de março de 1975                     | Prefeito nomeado                        |
| 41                                                    | Lúcio Toscano Aragon                   |                           | Aliança Renovadora Nacional ARENA                | 14 de março de 1975     | 4 de abril de 1975                      | Prefeito nomeado                        |
| 42                                                    | Setembrino Idwaldo Netto Pellissari    |                           | Aliança Renovadora Nacional ARENA                | 4 de abril de 1975      | 22 de junho de 1978                     | Prefeito nomeado                        |
| 43                                                    | Carlos Moacyr Monjardim                |                           | Aliança Renovadora Nacional ARENA                | 22 de Junho de 1978     | 28 de Junho de 1978                     | Prefeito nomeado                        |
| 44                                                    | Wander José Bassini                    |                           | Aliança Renovadora Nacional ARENA                | 28 de junho de 1978     | 15 de março de 1979                     | Prefeito nomeado                        |
| 45                                                    | Walmir Coelho da Silva                 |                           | Aliança Renovadora Nacional ARENA                | 15 de março de 1979     | 22 de março de 1979                     | Prefeito nomeado                        |
| 46                                                    | Carlos Alberto Lindenberg Von Schilgen |                           | Partido Democrático Social PDS                   | 22 de março de 1979     | 24 de março de 1983                     |                                         |
| 47                                                    | Ferdinand Berredo de Menezes           |                           | Partido do Movimento Democrático Brasileiro PMDB | 24 de março de 1983     | 27 de março de 1984                     | Prefeito nomeado                        |
| 48                                                    | Moacir Cipreste                        |                           | Partido do Movimento Democrático Brasileiro PMDB | 27 de março de 1984     | 7 de julho de 1985                      | Prefeito nomeado                        |
| 49                                                    | Estanislau Kostka Stein                |                           | Partido do Movimento Democrático Brasileiro PMDB | 7 de julho de 1985      | 24 de julho de 1985                     | Prefeito nomeado                        |
| 50                                                    | José Moraes                            |                           | Partido do Movimento Democrático Brasileiro PMDB | 24 de julho de 1985     | 14 de agosto de 1986                    | Prefeito eleito                         |
| 51                                                    | Edson Oliveira Batista                 |                           | Partido do Movimento Democrático Brasileiro PMDB | 14 de agosto de 1986    | 28 de agosto de 1986                    |                                         |
| 52                                                    | José Roberto Zanoni                    |                           | Partido do Movimento Democrático Brasileiro PMDB | 28 de agosto de 1986    | 6 de outubro de 1987                    |                                         |
| 53                                                    | Hermes Laranja                         |                           | Partido do Movimento Democrático Brasileiro PMDB | 1º de janeiro de 1986   | 31 de dezembro de 1988                  | Prefeito eleito em sufrágio universal   |
| 54                                                    | Vítor Buaiz                            | Vitor Buaiz               | Partido dos Trabalhadores PT                     | 1º de janeiro de 1989   | 31 de dezembro de 1992                  | Prefeito eleito em sufrágio universal   |
| 55                                                    | Paulo Hartung                          |                           | Partido da Social Democracia Brasileira PSDB     | 1º de janeiro de 1993   | 31 de dezembro de 1996                  | Prefeito eleito em sufrágio universal   |
| 56                                                    | Luís Paulo Vellozo Lucas               |                           | Partido da Social Democracia Brasileira PSDB     | 1º de janeiro de 1997   | 31 de dezembro de 2000                  | Prefeito eleito em sufrágio universal   |
| 56                                                    | Luís Paulo Vellozo Lucas               | 1º de janeiro de 2001     | Partido da Social Democracia Brasileira PSDB     | 31 de dezembro de 2004  | Prefeito reeleito em sufrágio universal |                                         |
| 57                                                    | João Coser                             |                           | Partido dos Trabalhadores PT                     | 1º de janeiro de 2005   | 31 de dezembro de 2008                  | Prefeito eleito em sufrágio universal   |
| 57                                                    | João Coser                             | 1º de janeiro de 2009     | Partido dos Trabalhadores PT                     | 31 de dezembro de 2012  | Prefeito reeleito em sufrágio universal |                                         |
| 58                                                    | Luciano Rezende                        |                           | Cidadania                                        | 1º de janeiro de 2013   | 31 de dezembro de 2016                  | Prefeito eleito em sufrágio universal   |
| 58                                                    | Luciano Rezende                        | 1º de janeiro de 2017     | Cidadania                                        | 31 de dezembro de 2020  | Prefeito reeleito em sufrágio universal |                                         |
| 59                                                    | Lorenzo Pazolini                       | Lorenzo Pazolini (sessão) | Republicanos                                     | 1º de janeiro de 2021   | 31 de dezembro de 2024                  | Prefeito eleito em sufrágio universal   |
| 59                                                    | Lorenzo Pazolini                       | Lorenzo Pazolini (sessão) | Republicanos                                     | 1° de janeiro de 2025   | Atual                                   | Prefeito reeleito em sufrágio universal |